# Carga nuclear efectiva

Diagrama de un átomo.

La carga nuclear efectiva es la carga positiva neta experimentada por un electrón en un átomo polielectrónico. El término "efectiva" se usa porque el efecto pantalla de los electrones más cercanos al núcleo evita que los electrones en orbitales superiores experimenten la carga nuclear completa. Es posible determinar la fuerza de la carga nuclear observando el número de oxidación del átomo.
En un átomo con un electrón, el electrón experimenta toda la carga del núcleo positivo. En este caso, la carga nuclear efectiva puede ser calculada usando la ley de Coulomb.
Sin embargo, en un átomo con muchos electrones, los electrones externos son, simultáneamente, atraídos al núcleo debido a su carga positiva, y repelidos por los electrones cargados negativamente. La carga nuclear efectiva en un electrón de este tipo de átomo está dada por la siguiente ecuación:
{\displaystyle Z_{\mbox{eff}}=Z-S}
Donde:Z es el número atómico, y define tanto el número de protones en el núcleo como el total de electrones de un átomo.
S es la constante de pantalla, depende del número de electrones entre el núcleo y el electrón considerado, y también en qué tipo de orbital se encuentran los electrones que restan carga nuclear.
No contribuyen los electrones exteriores al nivel energético considerado, pero sí el resto de los vecinos del mismo nivel.
Puede determinarse mediante la aplicación sistemática de varios conjuntos de reglas, el método más simple es conocido como las reglas de Slater (en honor a John C. Slater).
Nota: Zeff también suele ser presentado como "Z* ". 
La idea de la carga nuclear efectiva es muy útil para entender cómo se modifican a lo largo de la T.P. los alcances de los orbitales atómicos, las variaciones de las energías de ionización , afinidades electrónicas y la electronegatividad, en general, para entender las propiedades periódicas. 
"Una forma de mostrar el apantallamiento de los electrones es analizar el valor de la energía requerida para quitar un electrón de un átomo polielectrónico. Las mediciones muestran que se requiere 2373 KJ de energía para remover el primer electrón de 1 mol de átomo de He y 5248 KJ de energía para remover el electrón restante de un mol de iones de He+. La razón por la cual se requiere menos energía en el primer paso es que la repulsión electrón-electrón, o el apantallamiento, provoca una reducción en la atracción del núcleo sobre cada electrón. En el He+ hay presente un solo electrón así que no hay apantallamiento y el electrón siente el efecto total de la carga nuclear +2. Por consiguiente se requiere de mucho más energía para quitar el segundo electrón."